# Altwis
Altwis is een plaats in het Zwitserse kanton Luzern en telt 350 inwoners.

## Geschiedenis
De gemeente maakte deel uit van het district Hochdorf tot dit in 2007 werd opgeheven. Op 1 januari 2020 ging Altwis op in de gemeente Hitzkirch.

## Externe link

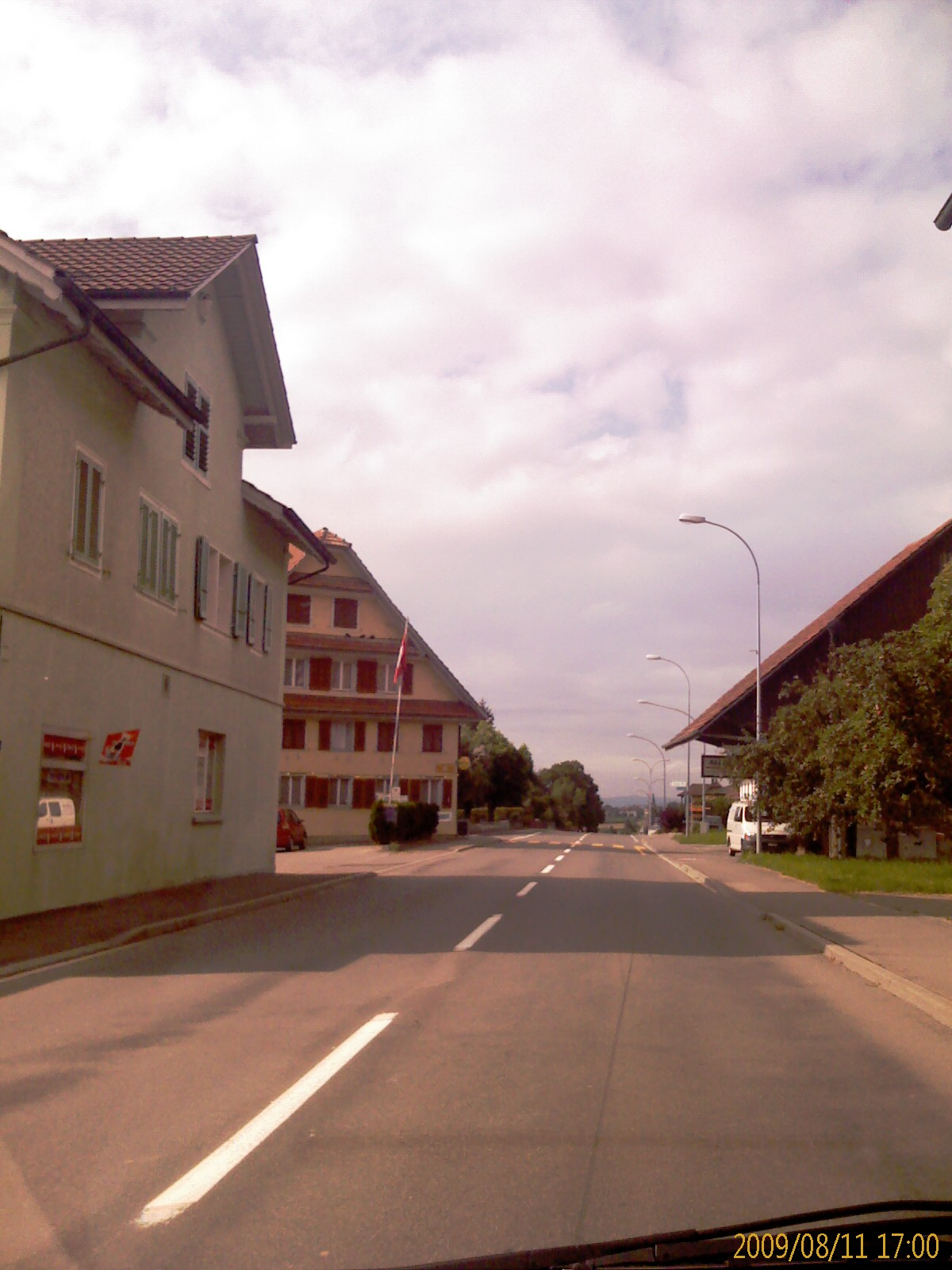
Altwis